# Épanadiplose
Vous lisez un « bon article » labellisé en 2011.
Ne doit pas être confondu avec Anadiplose.

Zoopraxiscope du photographe britannique Eadweard Muybridge. Ruade dessinée d'un âne (1879). L'épanadiplose suggère un effet de répétition.

L'épanadiplose (du grec ancien ἐπαναδίπλωσις/epanadíplôsis, de ἐπί/epí, « sur », ἀνά/aná, « de nouveau », et διπλόος/diplóos, « double », soit « redoublement à la suite ») est une figure de style consistant en la reprise, à la fin d'une proposition, du même mot que celui situé en début d'une proposition précédente. Elle a pour figure inverse l'anadiplose. Elle permet des jeux mélodiques et rythmiques qui ont pour effet de suggérer l'insistance ou l'humour. L'épanadiplose peut aussi être utilisée pour mettre en valeur un mot, un groupe de mots ou une idée.
L'épanadiplose est également une figure de narration utilisée dans de nombreux genres littéraires ; elle est alors nommée « épanadiplose narrative ». Il s'agit de la reprise d'une scène initiale ou d'un motif initial  (dans l'incipit) à la fin (ou clausule) de l'intrigue. Cette figure suggère une fermeture du récit sur lui-même.

## Nature et limites de la figure

### Nature et définition
L'épanadiplose est une figure de répétition affectant la position syntaxique (l'ordre des mots dans la phrase). Pour César Chesneau Dumarsais, la figure apparaît « lorsque, de deux propositions corrélatives, l'une commence et l'autre finit par le même mot », lorsqu'il s'agit de deux propositions uniquement selon Henri Suhamy.
Il cite par exemple Tacite :

« Principes pro victoria pugnant, comites pro principe (Les chefs combattent pour la victoire, les compagnons pour leur chef) »

Plus spécifiquement, l'épanadiplose est la reprise en fin de phrase d'un mot, voire d'une locution située au début de proposition. La figure concerne donc le niveau phrastique, a contrario de l'épanadiplose narrative qui concerne un texte entier. Elle constitue un mécanisme linguistique inverse à celui de l'anadiplose, et peut se schématiser ainsi, selon Patrick Bacry :
Comme dans ces vers de François de Malherbe :
[…] Mais elle était du monde, où les plus belles choses

Ont le pire destin,

Et rose elle a vécu ce que vivent les roses

L'espace d'un matin. […]
Pour Jean-Jacques Robrieux, l'épanadiplose est une figure voisine du chiasme, comme dans ce vers de Victor Hugo, dans lequel le pronom indéfini « rien » est répété au début et à la fin de la proposition, de manière symétrique :

« Rien ne me verra plus, je ne verrai plus rien »

L'épanadiplose est signalée, pour Nicole Ricalens-Pourchot, par l'usage de « deux propositions juxtaposées, séparées par une virgule ou un point virgule » ; elle est, par conséquent, note Georges Molinié, une « figure microstructurale », car elle n'affecte que les limites de la phrase, et ne joue donc, à la fois, que sur l'élocution et la construction. Elle est, par ailleurs, une figure très rare.

### Limites de la figure

#### Combinaison avec d'autres figures
On confond parfois l'épanadiplose avec l'épanalepse, qui consiste à répéter un même mot ou un même groupe de mots à l'intérieur d'une même phrase :

« Le temps s'en va, le temps s'en va, ma Dame »

— Pierre de Ronsard, Sonnet à Marie
Cependant, ces deux figures, ainsi que celle de l'anadiplose sont souvent utilisées de manière conjuguée comme dans cet extrait de Rhinocéros (acte I) d'Eugène Ionesco :

« Oui, j'ai de la force, j'ai de la force pour plusieurs raisons. D'abord j'ai de la force parce que j'ai de la force, ensuite j'ai de la force parce que j'ai de la force morale. J'ai aussi de la force parce que je ne suis pas alcoolisé. »

L'épanadiplose est aussi souvent utilisée en combinaison avec la symploque comme dans :

« Toi dans le coin tu es sûr. Toi tu es certain c'est sûr. »

L'ensemble permet des effets mélodiques et stylistiques puisque dans la symploque les mots ou groupes de mots commençant une phrase et ceux la terminant sont repris au début et à la fin de la phrase suivante. L'épanadiplose s'y conjugue, de sorte qu'il y a « un entrelacement de répétitions ».

#### L'anaplodiplose

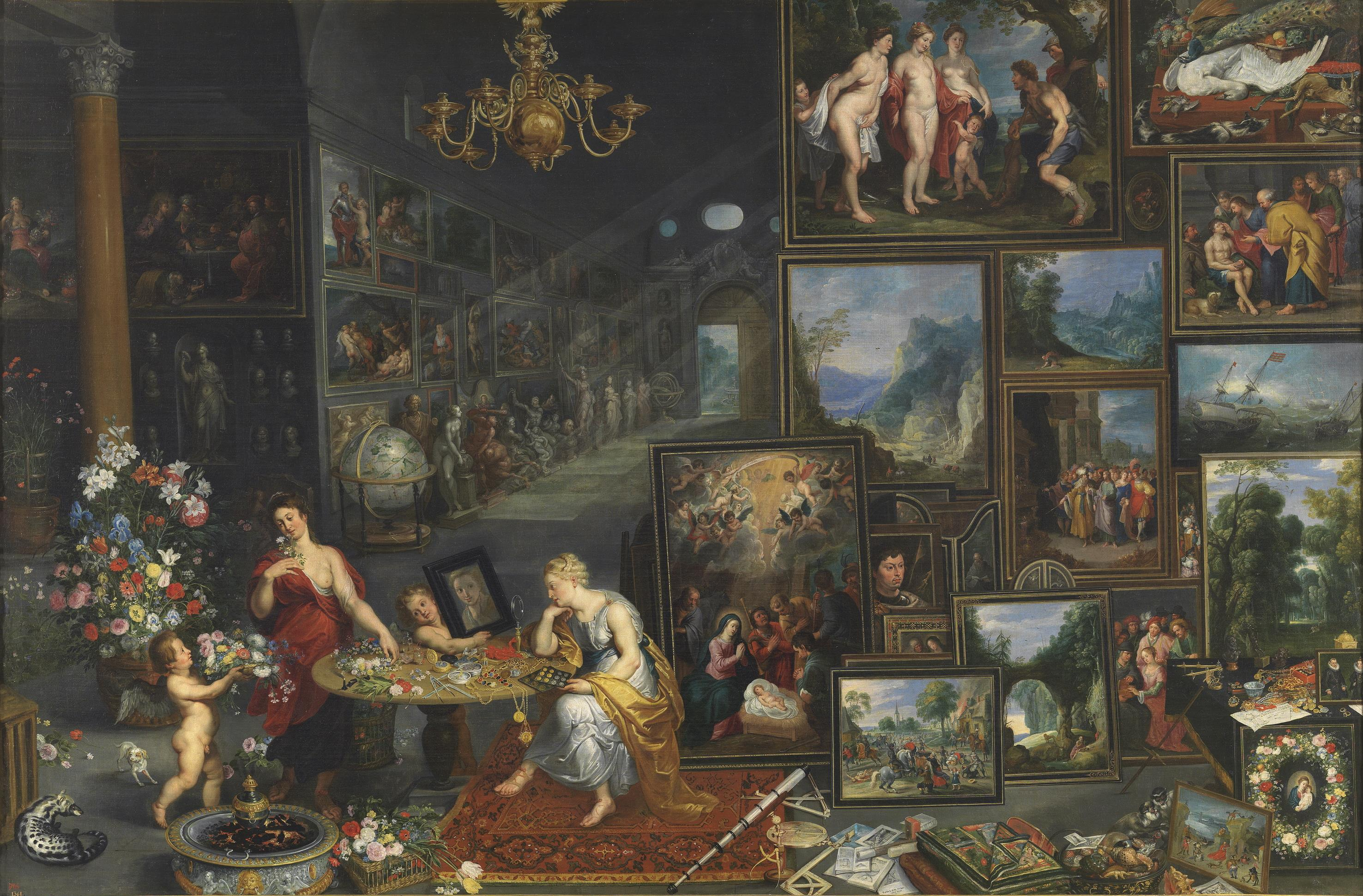
Jan Brueghel l'Ancien, Allégorie de la vue et de l'odeur (1618).

L'épanadiplose narrative, ou « anaplodiplose » (anadiplosis en latin), du grec ἀνάπλωσις (« explication ») et διπλόη (« toute chose double, ou partagée en deux ») est une figure de style consistant à achever une œuvre, en général romanesque, comme on l'a commencée. Elle consiste donc en la reprise, tout à la fin d'une œuvre, du motif, de l'événement ou de la configuration initiale décrite dans l'incipit. L'anaplodiplose est une manière de « boucler la boucle ». Le lecteur ou le spectateur retrouve ainsi à la fin du roman (ou du film), comme en écho, une situation identique ou analogue à celle de l'incipit, ce qui confère à l'œuvre une certaine profondeur. Cette conclusion cyclique se rencontre fréquemment dans les nouvelles.
Ce procédé est à rapprocher de la mise en abyme, fréquemment utilisée en littérature. Il est particulièrement employé dans le cinéma et en littérature, notamment dans le genre fantastique. Ce procédé contribue à donner une cohérence narrative à l'ensemble de l'œuvre et crée surtout une impression de cycle, d'éternel retour. L'histoire narrée reprend ainsi, d'une certaine manière, le motif des cycles naturels, par exemple le retour des saisons ou la succession des générations. Cela peut être pour l'auteur une manière ironique de signifier que l'on est revenu au point de départ et que tout ce qui s'est déroulé entretemps n'a finalement guère d'importance. Il peut aussi s'agir parfois d'un simple procédé esthétique visant à créer une sorte de symétrie, d'ordonnancement régulier de l'œuvre également.

## Usage stylistique
En rhétorique visuelle, l'épanadiplose peut être utilisée à des fins comiques ou pour frapper l'imagination :

« Trop d'impôt tue l'impôt »

L'effet de bouclage que procure la figure crée une impression de paradoxe et de maxime fermée comme dans cet exemple de Hobbes : « L'homme est un loup pour l'homme » où l'argument initial est repris comme argument final. La figure est, en logique et en rhétorique, très employée dans les syllogismes. César Chesneau Dumarsais, dans son Traité des tropes, l'aborde et la définit comme : « Il y a une autre figure [de mots] qu'on appelle épanadiplose, qui se fait lorsque, de deux propositions corrélatives, l'une commence et l'autre finit par le même mot », comme dans :

« L'homme peut guérir de tout, non de l'homme. »

— Georges Bernanos, Nous autres Français
La figure peut aussi confiner à la tautologie :

« Je suis comme je suis. »

— Jacques Prévert, Paroles
La finalité de l'épanadiplose est souvent, selon Bernard Dupriez, l'effet de soulignement, voire de ressassement comme dans :

« L'enfance sait ce qu'elle veut. Elle veut sortir de l'enfance. »

— Jean Cocteau, La Difficulté d'être
Certaines épanadiploses sont néanmoins dues au hasard du langage quotidien, sans recherche stylistique particulière :

« Un âne immobile sur un terre-plein, pareil à une statue d'âne. »

— Gilbert Cesbron, Journal sans date
Un dernier effet peut être celui du parallélisme. Selon Georges Molinié et Michèle Aquien, l'épanadiplose coordonne très souvent deux propositions (au sens d'unités logiques et sémantiques) d'une même phrase, qui constituent la répétition, en suggérant une construction parallèle. Ils citent cet exemple de La Bruyère :

« ...car ce peuple paraît adorer le prince, et le prince adorer Dieu »

Les deux membres de phrase qui succèdent au verbe conjugué « paraît » sont coordonnés entre eux en une structure strictement parallèle : « le dernier mot du premier membre et le premier mot du second membre sont les mêmes » (il s'agit du groupe nominal « le prince »). L'épanadiplose est doublée d'une antimétabole dans cet exemple (pour l'élément verbal : « adorer le prince »).

## Genres concernés

### Poésie
Le jeu de reprise par épanadiplose entre le premier et le dernier vers est fréquent dans les poèmes. Dans Les Regrets, Joachim du Bellay forme une épanadiplose palindromique :
Si tu veux vivre en cour, Dilliers, souvienne-toi

De t’accoster toujours des mignons de ton maître,

Si tu n’es favori, faire semblant de l’être,

Et de t’accommoder aux passe-temps du roi.

Souvienne-toi encor de ne prêter ta foi

Au parler d’un chacun : mais surtout sois adextre,

À t’aider de la gauche autant que de la dextre,

Et par les mœurs d’autrui à tes mœurs donne loi.

N’avance rien du tien, Dilliers, que ton service,

Ne montre que tu sois trop ennemi du vice,

Et sois souvent encor muet, aveugle et sourd.

Ne fais que pour autrui importun on te nomme.

Faisant ce que je dis, tu seras galant homme :

T’en souvienne, Dilliers, si tu veux vivre en cour.
Guillaume Apollinaire utilise, quant à lui, les ressources de l'épanadiplose afin de rendre tangible le cycle des saisons, en fermant le poème sur lui-même dans une même image suggestive :
Le pré est vénéneux mais joli en automne

Les vaches y paissant

Lentement s’empoisonnent

Le colchique couleur de cerne et de lilas

Y fleurit tes yeux sont comme cette fleur-là

Violâtres comme leur cerne et comme cet automne

Et ma vie pour tes yeux lentement s’empoisonne

Les enfants de l’école viennent avec fracas

Vêtus de hoquetons et jouant de l’harmonica

Ils cueillent les colchiques qui sont comme des mères

Filles de leurs filles et sont couleur de tes paupières

Qui battent comme les fleurs battent au vent dément

Le gardien du troupeau chante tout doucement

Tandis que lentes et meuglant les vaches abandonnent

Pour toujours ce grand pré mal fleuri par l’automne

### Roman
L'incipit et l'épilogue du roman d'Émile Zola Germinal constituent une épanadiplose : le même personnage marche seul sur la même route. À la première page, il arrive accablé dans la nuit froide au pays minier : « Une seule idée occupait sa tête vide d’ouvrier sans travail et sans gîte, l’espoir que le froid serait moins vif après le lever du jour », et, à la dernière, il quitte Montsou, mais sous le soleil, et dans l'espérance : « Pénétré de cet espoir, Étienne ralentit sa marche, les yeux perdus à droite et à gauche, dans cette gaieté de la nouvelle saison. »
De nombreux romans utilisent l'anaplodiplose. On peut citer Paul et Virginie, de Bernadin de Saint-Pierre (1788), Le Chiendent, de Raymond Queneau (1933), Finnegans Wake, de James Joyce (1939), L'Alchimiste, de Paulo Coelho (1988), Le Sauvage, d'Anton Tchekhov (1889), La Cantatrice chauve, d'Eugène Ionesco (1950), ou encore La Tour sombre, de Stephen King (1982 à 2004).
Dans les récits et les essais de Primo Levi (La tregua, I sommersi e i salvati), assez éloignés de romans il est vrai, l'épanadiplose narrative vient sceller le pessimisme radical de l'auteur: "Ce qui a été peut se produire à nouveau", tout est donc toujours à recommencer.

### Cinéma et audiovisuel
- P.R.O.F.S. débute par un cours sur le cheval où la question « Qu’est-ce que c’est qu’une épanadiplose ? » est posée par un élève. La réponse, n'arrive que tout à la fin du film, dans une scène où Laurent Gamelon s'exclame « C'est ça une épanadiplose », à côté d'un cheval. La plupart des films de Patrick Schulmann forment une épanadiplose[réf. souhaitée].
- Forrest Gump commence et se termine par un plan sur une plume qui virevolte dans le vent.
- La Vie d'Adèle commence sur l'héroïne sortant de chez elle, adolescente, marchant dans la rue pour prendre son bus et se termine sur Adèle quittant une exposition, adulte, marchant dans la rue pour rentrer chez elle sous le même angle de vue.
- Ma place au soleil débute et se termine par des plans sur un cycliste roulant dans Paris.
- Lean On : dans le clip vidéo de cette chanson du groupe Major Lazer avec DJ Snake et MØ, réalisé par Tim Erem, la première et la dernière scène du clip sont une vue montante et descendante sur la rosace du plafond de la chambre à coucher du palais.
- Les films de Roman Polanski usent assez souvent de l'épanadiplose (ou plutôt l'anaplodiplose) pour assurer une cohérence narrative au récit : dans Le Bal des vampires, la scène de course en traîneau permet d'inverser la lutte contre les vampires en la victoire contaminatrice des vampires ; la scène de concert de La Jeune Fille et la Mort ou du Pianiste permet de mesurer l'écart entre deux scènes en apparence semblables mais fondamentalement différentes par le récit sur la violence guerrière qui les sépare.
- Le film Alien Covenant de Ridley Scott s'ouvre et se termine par le même morceau de musique de Wagner.
- Le film 1917 s'ouvre et se termine, à 24 heures d'écart environ, avec le même personnage assoupi contre un arbre.
- Le premier épisode de la série The Middle s'ouvre par l'illustration d'un avion survolant l'État de l'Indiana, et d'un stewart invitant ses passagers à regarder par les hublots. On retrouve ce même avion dans les dernières secondes du dernier épisode de la dernière saison.
- Le film À couteaux tirés s'ouvre et se termine avec un plan sur une tasse portant les inscriptions « My house, my rules, my coffee ».
- Au début du film Topaze de Marcel Pagnol, l’honnête instituteur Topaze, fait une dictée à un enfant resté dans la classe. Jetant un regard sur la copie de l’élève, Topaze voit des fautes et veut l’aider à bien orthographier le mot moutons : « c’est-à-dire qu'il n’y avait pas qu’un moutonne, il y avait plusieurs moutonssses ». À la fin du film, Topaze, devenu escroc, jetant un regard sur les notes que vient de prendre sa maitresse au sujet de leurs projets au Maroc –carrières de marbre, phosphates, oliviers, moutons- la reprend : « c’est-à-dire qu'il n’y a pas qu’un moutonne, il y a plusieurs moutonssses ».
- Le film The Substance de Coralie Fargeat s'ouvre et se termine sur un plan en contre-plongée de l'étoile du Hollywood Walk of Fame de la protagoniste Elisabeth Sparkle.

### Musique
Pour Anne Quesemand, l'épanadiplose est une ressource d'effets mélodiques des comptines, comme dans Alouette :

« Alouette, gentille alouette ! Alouette je te plumerai... »

### Bande dessinée
Dans l'album Bouge tranquille, de la série Génie des alpages, de F'murr, dans l'histoire « Homéotéleute, Tragédie en cinq actes de monsieur Corneille », Épanadiplose est la sœur d'Homéotéleute et ne s'exprime qu'en épanadiploses.
Dans la série L’incal de Moebius et Jodorowsky, l'histoire commence et se termine par la chute du héros John Difool dans le puits de Suicide Allée.